# Jacob Maris
Jacob Maris (25 d'agost de 1837, La Haia - 7 agost de 1899, Karlsbad) va ser un pintor neerlandès, que amb els seus germans Willem i Matthijs pertanyé al que ha arribat a ser conegut com a Escola de la Haia.

## Biografia

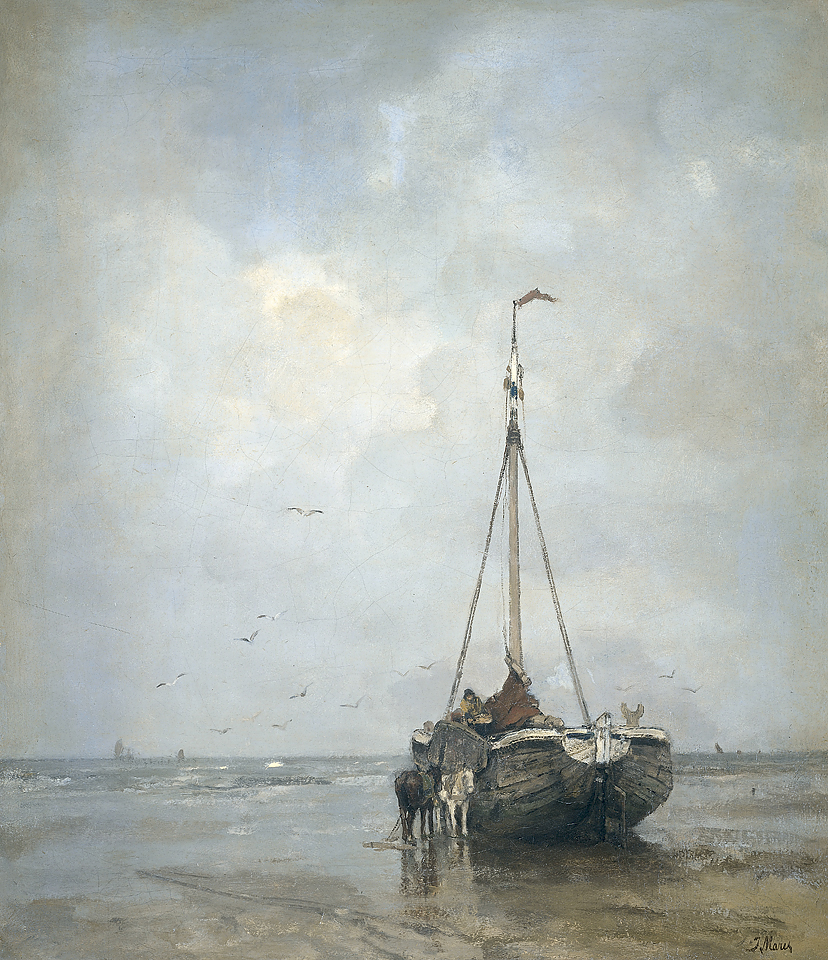
Vaixell a la platja d'Scheveningen.

Quan tenia dotze anys va prendre algunes classes d'art i més tard va ingressar a l'Acadèmia d'Art de la Haia. Un marxant d'art van reconèixer el seu talent i es va encarregar que Jacob pogués treballar en l'estudi de Hubertus Van Hove. Allà hi va pintar interiors, així com obres figuratives i gènere.
Van Hove es va traslladar a Anvers, i Maris, qui tenia llavors dinou anys, va marxar amb ell. Aquesta relació va continuar fins que el seu germà Matthijs va rebre una subvenció real i es va unir a Jacob. Junts van llogar un espai on també hi acolliren el seu amic Lawrence Alma-Tadema. Van prendre classes a la Acadèmia d'Anvers i van reixir vendre algunes de les seves obres.
El 1857, Jacob Maris va tornar a la Haia, però Matthijs es va quedar un altre any a Anvers abans que una vegada més compartir un estudi amb Jacob a la Haia. Després d'haver guanyat prou diners copiant vuit retrats reials, van poder anar a Oosterbeek on es van reunir amb Johannes Warnardus Bilders, el seu fill Gerard, i altres que més tard jugarien un paper important en l'Escola de la Haia.
Els germans també van fer junts un viatge d'estudis a Alemanya, Suïssa i França. Quan els diners es van acabar, van tornar a viure amb els seus pares i Jacob va prendre més classes a l'Acadèmia d'Art.
L'estiu de 1864, Jacob va ser de nou a Oosterbeek i, possiblement, a Fontainebleau i Barbizon.
Després d'aquest viatge va viure a París des de 1865 fins a 1871, i després va tornar a Holanda quan va esclatar la Guerra francoprussiana.

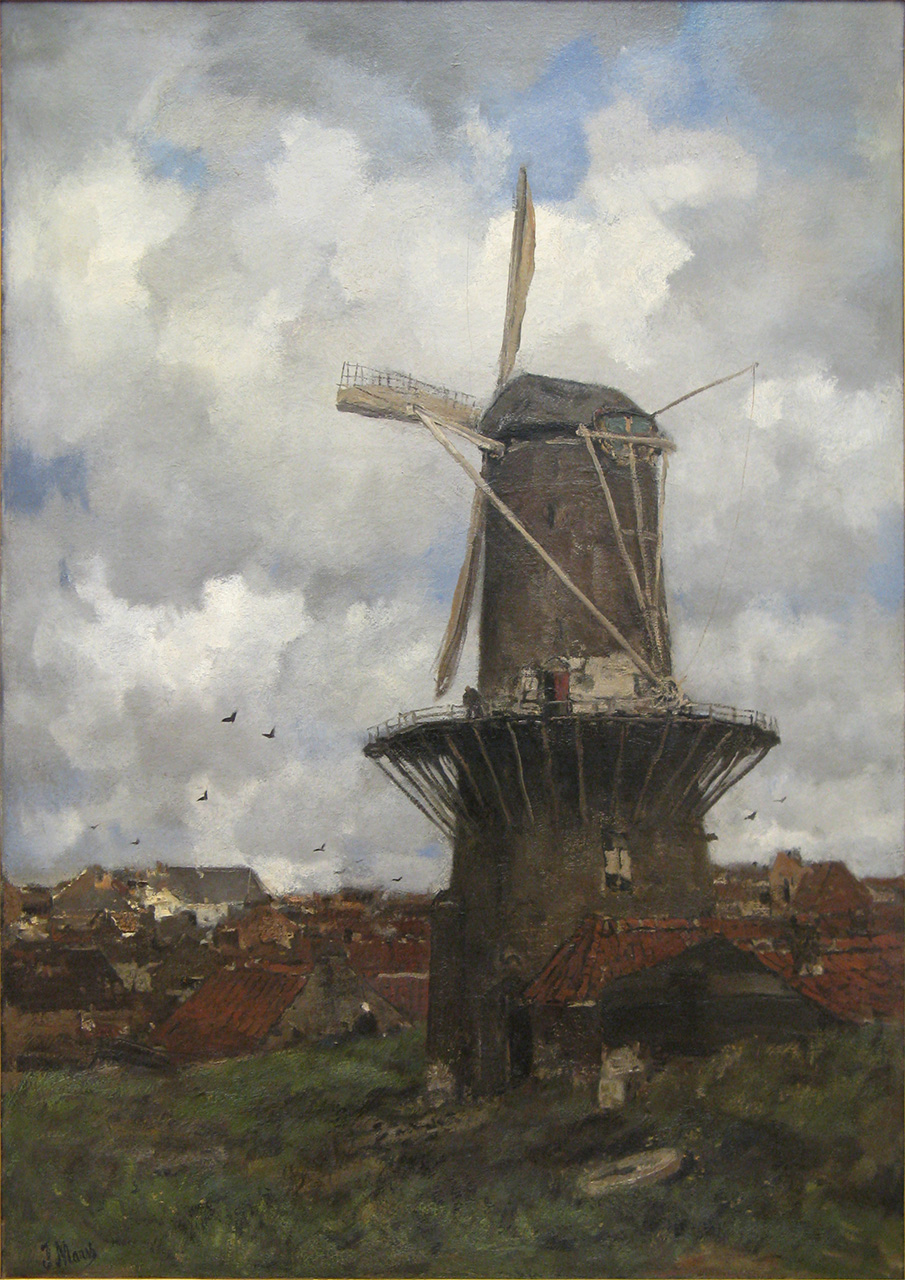
El molí.

A La Haia, es va convertir en un bon pintor de paisatges tot pintant rius i paisatges amb molins i camins de sirga i vistes de la platja amb vaixells de pesca. La seva carrera es feu més i més gran i el seu ús del color es va fer més tènue i dirigit a retratar la representació atmosfèrica dels núvols. En aquest sentit ha estat comparat amb els pintors del segle xvii Jan van Goyen, Jacob Van Ruisdael i Johannes Vermeer.

La seva forma de treballar ha estat descrita de la següent manera: 
| « | Diuen que primer pinta i dibuixa només després. S'aplica la pintura gruixuda, construeix cap amunt, toca el violí i la brutícia de tot amb ella, tot a poc a poc el desenvolupament d'una harmonia de colors que estableix les grans orientacions. Només llavors es completen les seves figures amb traços vius, pinzell fi. Però el toc final es fa amb un cop mestre, i al final tota la feina és tan sòlida com el més atapeït dibuix. | » |

 A més, Philippe Zilcken va dir, 
| « | Cap pintor ha explicat tan bé els efectes eteris, banyats en l'aire i la llum a través de broma platejada i flotant, en què els pintors deleixen, i els horitzons remots característiques borroses per la boira, o més, però, el clima gris de la lluminositat d'Holanda, a diferència de la pluja grisa morts d'Anglaterra o el cel encapotat de París. | » |

El 1871, Maris es va convertir en membre del Pulchri Studio i hi faria diverses feines administratives. Va ser només després de 1876 que havia experimentat cert renom als Països Baixos i des de 1885 que fou un pintor famós. Com a líder de l'Escola de la Haia, la seva influència va ser enorme. No obstant això, només Willem de Zwart i, possiblement, Bernard Blommers foren alumnes seus.
Quan tenia uns seixanta anys, Maris va començar a patir d'asma. Seguint el consell dels seus metges va anar a prendre les aigües a Karlsbad, on va morir sobtadament el 7 d'agost de 1899. Va ser enterrat a la Haia.